# D3-as autópálya (Csehország)
A D3-as autópálya (csehül: Budějovická dálnice) és az R3-as autóút Prágát, pontosabban a leendő prágai körgyűrűt, az R1-es autóutat fogja összekötni Táborral és České Budějovicével végül a cseh-osztrák határon ér véget, csatlakozva a még ott is tervezés alatt álló S10-es autóúttal (Mühlviertler Schnellstraße), így közvetlenül kötné össze Prágát Linz-cel. Része lesz az E55-ös európai autóútnak.

## Története
Bár már a kezdetektől számoltak a D3-as autópályával, mint fontos közlekedési tengellyel, a mai napig mindössze 46 km készült el. Az építkezéshez 1987-ben fogtak hozzá Tábor közelében, de ez 8,3 km is csak 2004-re készült el. 8,5 km van még építés alatt Nová Hospoda és Chotoviny között, amit 2007. december 17-én nyitottak meg. További 26 km-es szakaszt 2013. június 28-án adtak át Tábor és Veselí között.
Az R3-as autóút is tulajdonképpen a D3-as autópálya része lett volna de költségkímélésként České Budějovicétől a gyorsforgalmi út váltja az autópályát. (ilyen "költségkíméletességnek" esett áldozatul a D11-es autópálya vége)

## Építési nehézségek
- Az autópálya ellen a környezetvédelmi csoportok tiltakozása kb. kétéves csúszást okozott.
- A pénzhiány miatt a hátralévő szakaszok elméletek szerint még 50 évig épülnek (bár a következő szakaszokat PPP konstrukcióban tervezik működtetni)